# Middlepits
Middlepits is een dorp in het district Kgalagadi in Botswana. De plaats telt 1121 inwoners (2011).